# Niro Masuda
Niro Masuda (jap. ますだ にろ, ur. 20 grudnia 1878 w Tokio, zm. ?) – japoński lekarz, neuroanatom. 
W 1911 przez pewien czas w Berlinie, w II Klinice Uniwersytetu Fryderyka Wilhelma. Od 1911 do 1917 w Zurychu u Constantina von Monakowa. W 1914 ukazała się jego praca, poświęcona połączeniom i ontogenezie jąder mostu. Tytuł doktora medycyny otrzymał 3 lipca 1915 roku.

## Wybrane prace
- Zur Frage des Mechanismus der Glykosurien[4]. (1911)
- Untersuchungen über die Zellfunction mit Hilfe der vitalen Färbung[5]. (1911)
- Ein Beitrag zur Analyse des Gehirns. Biochem Zeitschr 5, 161 (1910)